# راي هيرنغ
راي هيرنغ (بالإنجليزية: Ray Herring)‏ هو لاعب دوري الرغبي أسترالي، ولد في 24 سبتمبر 1967 في أستراليا.